# Нью-Джермані (Міннесота)
Нью-Джермані (англ. New Germany) — місто (англ. city) в США, в окрузі Карвер штату Міннесота. Населення — 464 особи (2020).

## Географія
Нью-Джермані розташований за координатами 44°53′14″ пн. ш. 93°58′20″ зх. д. / 44.88722° пн. ш. 93.97222° зх. д. (44.887292, -93.972200).  За даними Бюро перепису населення США в 2010 році місто мало площу 2,58 км², з яких 2,58 км² — суходіл та 0,00 км² — водойми.

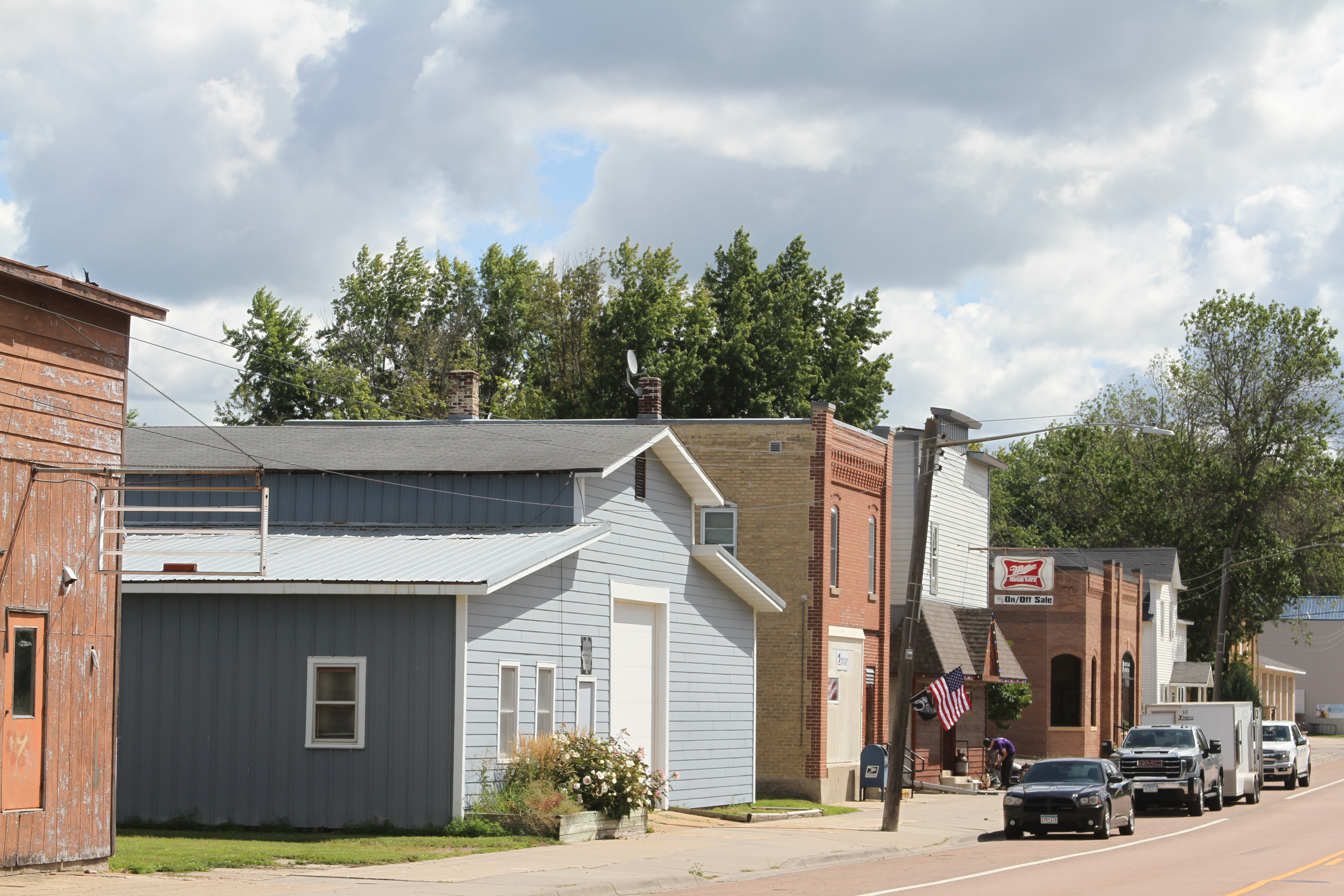
New Germany
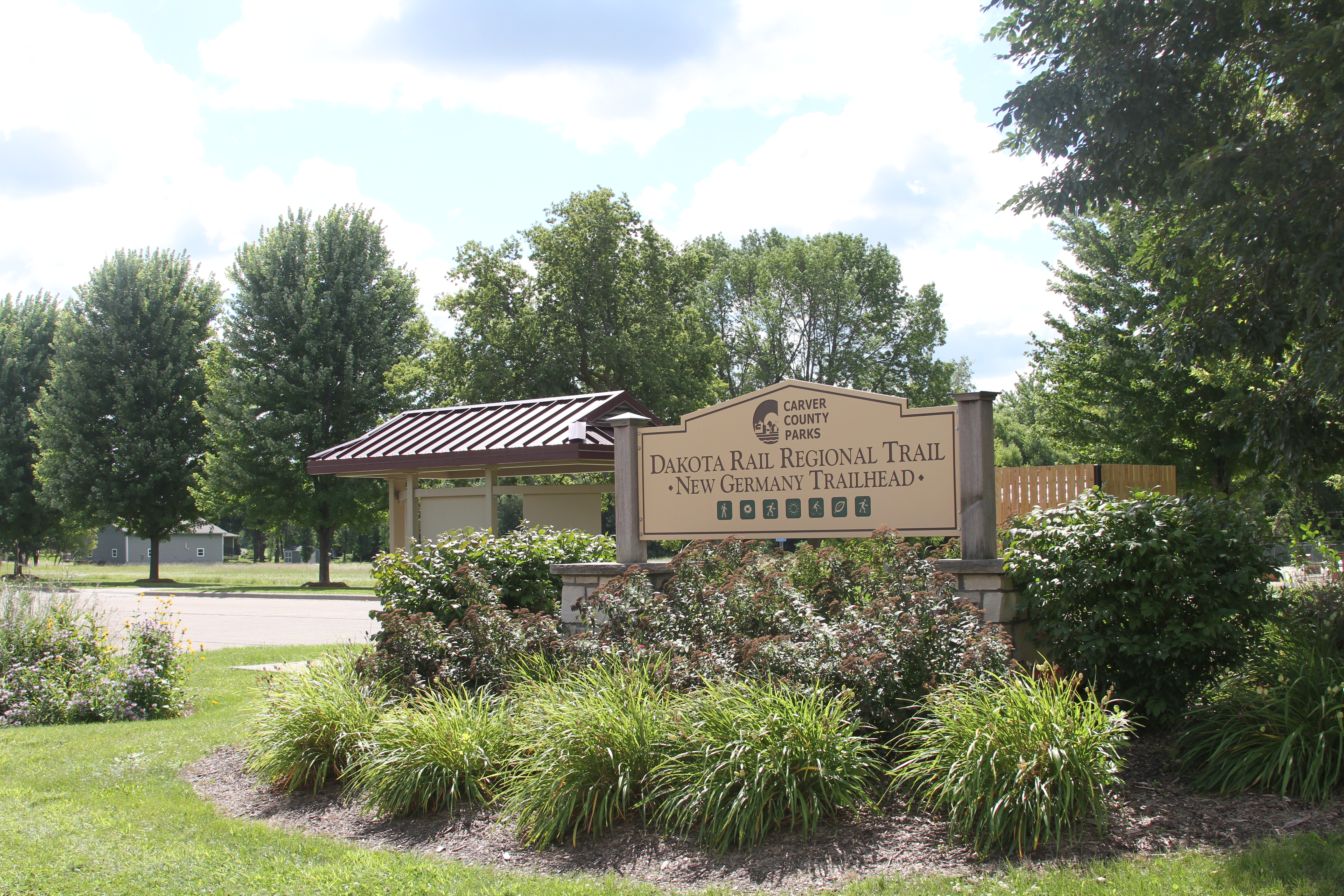
Dakota Rail Regional Trail

## Демографія
Згідно з переписом 2010 року, у місті мешкали 372 особи в 146 домогосподарствах у складі 99 родин. Густота населення становила 144 особи/км².  Було 168 помешкань (65/км²).
Расовий склад населення:
| - 96,0 % — білих - 0,3 % — азіатів - 2,7 % — осіб інших рас |

До двох чи більше рас належало 1,1 %. Частка іспаномовних становила 7,3 % від усіх жителів.
За віковим діапазоном населення розподілялося таким чином: 29,3 % — особи молодші 18 років, 60,5 % — особи у віці 18—64 років, 10,2 % — особи у віці 65 років та старші. Медіана віку мешканця становила 34,4 року. На 100 осіб жіночої статі у місті припадало 105,5 чоловіків;  на 100 жінок у віці від 18 років та старших — 112,1 чоловіків також старших 18 років.
Середній дохід на одне домашнє господарство  становив 55 410 доларів США (медіана — 52 500), а середній дохід на одну сім'ю — 67 511 долар (медіана — 60 313). Медіана доходів становила 47 188 доларів для чоловіків та 37 083 долари для жінок. За межею бідності перебувало 10,2 % осіб, у тому числі 7,2 % дітей у віці до 18 років та 15,6 % осіб у віці 65 років та старших.
Цивільне працевлаштоване населення становило 218 осіб. Основні галузі зайнятості: виробництво — 25,7 %, освіта, охорона здоров'я та соціальна допомога — 14,7 %, науковці, спеціалісти, менеджери — 11,0 %, будівництво — 8,3 %.